# Glycine (aminozuur)
Glycine, afgekort tot Gly of G, is een van de twintig in menselijke eiwitten voorkomende aminozuren. De zuivere stof is een kleurloze tot witte vaste stof met een zoete smaak, die goed oplosbaar is in water. Het aminozuur werd in 1820 ontdekt door de Franse scheikundige Henri Braconnot, toen hij gelatine kookte met zwavelzuur. Het wordt heden gebruikt als additief in diervoeding, in geneesmiddelen, cosmetica en als tussenproduct voor de synthese van andere organische verbindingen.
Glycine fungeert als neurotransmitter en is voornamelijk een signaalinhibitor. Glycine is in de stofwisseling van de mens geen essentieel aminozuur. Dat wil zeggen dat het menselijk lichaam dit aminozuur zelf kan aanmaken door middel van in-vivobiosynthese. Glycine kan echter ook via de voeding worden opgenomen. Het is een van de aminozuren die in de extracellulaire matrix voorkomen.
Glycine wordt gecodeerd door de codons GGU, GGC, GGA en GGG.

## Structuur
Glycine is het enige aminozuur zonder chiraal koolstofatoom: de variabele zijketen is een waterstofatoom. Als zodanig wordt glycine vaak geclassificeerd als een apolair aminozuur. Desondanks is het goed oplosbaar in water: de reden hiervoor is de aanwezigheid van de polaire amine- en carbonzuurfunctie.
De achirale aard van glycine maakt dit aminozuur 'flexibel' in een eiwitketen: het laat secundaire structuren toe die bij andere aminozuren niet mogelijk zijn. Dat het residu zo klein is, zorgt er dan weer voor dat glycine in kleine ruimtes past. Zo is glycine verantwoordelijk voor de compacte structuur van het eiwit collageen.

## Synthese

### Industriële synthese
Glycine wordt op industriële schaal bereid door de reactie van ammoniak met monochloorazijnzuur in waterig milieu:
{\displaystyle \mathrm {ClCH_{2}COOH\ +\ 2\ NH_{3}\longrightarrow \ NH_{2}CH_{2}COOH\ +\ NH_{4}Cl} }
Naast glycine wordt er ammoniumchloride gevormd. Dit kan van de moederloog gescheiden worden door filtratie of centrifugeren.

### Biosynthese
Glycine wordt in het lichaam op twee manieren enzymatisch gemaakt:
- Uit het aminozuur serine door het enzym serine-hydroxymethyltransferase, waarbij tetrahydrofolaat als cofactor wordt aangewend
- Uit glyoxylaat door een transaminase en pyridoxaalfosfaat, afgeleid uit vitamine B6

## Eigenschappen
De zuurconstanten van glycine zijn:
- pKa1 carboxylgroep = 2,34
- pKa2 aminegroep = 9,60

Het iso-elektrisch punt ligt bij pH 5,97.
Alanine (Ala) · Arginine (Arg) · Asparagine (Asn) · Asparaginezuur (Asp) · Cysteïne (Cys) · Glutamine (Gln) · Glutaminezuur (Glu) · Glycine (Gly) · Histidine (His) · Isoleucine (Ile) · Leucine (Leu) · Lysine (Lys) · Methionine (Met) · Fenylalanine (Phe) · Proline (Pro) · Serine (Ser) · Threonine (Thr) · Tryptofaan (Trp) · Tyrosine (Tyr) · Valine (Val)
acetylcholine (ACh) · adrenaline · anandamide · aspartaat (Asp) · β-lipoproteïne · bombesine · cholecystokinine (CCK) · corticotropine (ACTH) · dopamine (DA) · dynorfine · endorfine · enkefaline · γ-aminoboterzuur (GABA) · glutamaat (Glu) · glycine (Gly) · histamine · leumorfine · motiline · neurofysine I · neurofysine II · neurokinine A · neurokinine B · neuropeptide A · neuropeptide γ · neuropeptide Y · noradrenaline · peptide YY · serotonine (5-HT) · stikstofoxide (NO) · substantie P